# Max von Stojentin
Max Ewald Joseph Wilhelm Hans von Stojentin (* 10. April 1861  in Stargard in Pommern, Hinterpommern; † 20. Mai 1918) war ein deutscher Chemiker, Volkswirt, Regionalhistoriker und Industrie-Verbandsfunktionär.

## Leben
Die Eltern Max von Stojentins waren der Oberstlieutenant z. D. Hermann Heinrich Ludwig Anton von Stojentin (1815–1889), Grundbesitzer in Naumburg a. S., und dessen Ehefrau Maria Antoinette Henriette, geb. von Stojentin aus dem Hause Silkow.  Er hatte drei jüngere Brüder. Zu seinem Vorfahren zählte er Valentin Stojentin (* um 1485 in Darsow; † 1528 oder 1529 in Rom), herzoglicher Rat in Pommern und Stadthauptmann in Bütow und Loitz, und Peter Heinrich von Stojentin (1713–1776), preußischer Generalmajor und Amtshauptmann zu Liebenwalde und Zehdenick.
Nach dem Besuch des Domgymnasiums zu Naumburg (Saale) studierte Stojentin Chemie und Volkswirtschaft an den Universitäten Berlin und Leipzig. Am Lehrstuhl des Chemikers Hermann Kolbe in Leipzig nahm er im Laboratorium von Ernst von Meyer Forschungen für seine Doktorarbeit auf. Professor Kolbe verstarb jedoch unerwartert, und der Lehrstuhl blieb ein Jahr lang vakant. Auf den Lehrstuhl wurde dann ein Chemiker berufen, mit dem sich der Verstorbene in der wissenschaftlichen Methode nicht einig gewesen war. Letzteres mag der Grund dafür gewesen sein, dass Stojentin seine Dissertationsarbeit nicht in Leipzig einreichte, sondern an der Universität Freiburg im Breisgau, und zwar an der dortigen Philosophischen Fakultät. In Freiburg promovierte er 1885 mit dem Dissertationsthema Über die Einwirkung von Aethoxalylchlorid auf Abkömmlinge des Harnstoffs und des Guanidins. Er führte fortan den akademischen Grad eines Dr. philos.
Im Jahr 1891 war er als Chemiker an der Kgl. Pulverfabrik in Spandau tätig. Um 1896 stand er als Chemiker im Dienst der Vereinigten Kgl. technischen Institute der Artillerie, Berlin, Augustastraße 52. Um 1902 fungierte er als Abteilungsdezernent und Bibliothekar an der Landwirtschaftskammer für die Provinz Pommern, Stettin, Derfflingerstraße 1. Bald danach schied er aus dem öffentlichen Dienst aus und vertiefte sich als Privatgelehrter in historische und archivalische Studien.
Max von Stojentin war verheiratet mit Nella Müller, Tochter des Fabrikanten Johann Jacob Müller und der Mary Hochreuther.  Er starb nach langer schwerer Krankheit.
Vor seinem Lebensende war er Generalsekretär des Vereins Deutscher Papierfabrikanten und stellvertretender Generalsekretär des Zentralverbandes deutscher Industrieller.

## Veröffentlichungen (Auswahl)
- Über die Einwirkung von Aethoxalylchlorid auf Abkömmlinge des Harnstoffs und des Guanidins, Inaugural-Dissertation zur Erlangung der Doctorwürde an der Hohen philosophischen Facultät der Universität Freiburg i. B., Druck der Fr. Wagner'schen Buchdruckerei, Freiburg i. B. 1885 (Google Books).
- Aus der Chronik des Cosmus von Simmer. In: Baltische Studien. Band 3 NF, Stettin 1899, S. 65–124 (Google Books).
- Geschichte des Geschlechts von Zitzewitz. Herrcke & Lebeling, Stettin 1900
  - Teil I: Urkundenbuch, Stettin 1900 (ksiaznica.szczecin.pl, Rezension Otto Heinemann, books.google.de, Rezension Gottfried von Bülow, google.de).
  - Teil II:
    - Band 1: Darstellung der Familiengeschichte (Rezension Martin Wehrmann, books.google.de).
    - Band 2
- Beiträge zur Geschichte des uradeligen Geschlechts von Stojentin, pommerschen Ursprungs. Sattler, Braunschweig 1895 (Digitalisat)
- Der Landfriedensbruch in Schlawe. Ein Kulturbild aus der Adels- und Städtegeschichte Pommerns im 16. Jahrhundert. In: Zeitschrift für Kulturgeschichte, Siebenter Band, Berlin 1900, S. 228–241 (Google Books).
- Jacob von Zitzewitz, auf Muttrin und Vorwerk vor Lassau erbsessen, ein Pommerscher Staatsmann aus dem Reformations-Zeitalter. In: Baltische Studien. Band 1 NF, Stettin 1897, S. 143–288 (digitale-bibliothek-mv.de).
- Die Besetzung der Pfarre zu Gültz im Jahr 1604. In: Gesellschaft für Pommersche Geschichte und Altertumskunde (Hrsg.): Monatsblätter. Fünfzehnter Jahrgang, Stettin 1901, S. 114–121 (Google Books).
- Aus Pommerns Herzogstagen – Kulturgeschichtliche Bilder aus den letzten 100 Jahren pommerscher Selbständigkeit. Herrcke & Lebeling, Stettin 1902 (Google Books).
- Stojentin, Valentin von. In: Allgemeine Deutsche Biographie (ADB). Band 54, Duncker & Humblot, Leipzig 1908, S. 546–548.
- Untersuchung über den Verbleib des Nachwuchses der kleinbürgerlichen Bevölkerung in Kolonien und anderen Ortschaften der Kreise Kolberg-Körlin, Naugard und Regenwalde. Arbeiten der Landwirtschadtskammer für die Provinz Pommern, Stettin 1910 (39 Seiten und Tabellen).

als Herausgeber
- mit Alfred Eckert: Ländliche Wohlfahrts- und Heimatpflege in Pommern. Schriften der Provinzialabteilung Pommern des Deutschen Vereins für Ländliche Wohlfahrts- und Heimatpflege, Verlag von Richard Poettcke Nachf, 1911.

## Mitgliedschaften
- Deutsche Chemische Gesellschaft[11]
- Ex-libris Verein zu Berlin[9]

## Ehrungen
- Ehrenritter des Johanniterordens (seit 21. Februar 1900)